# Mersin Mustangs 2015
Questa voce raccoglie le informazioni riguardanti i Mersin Mustangs nelle competizioni ufficiali della stagione 2015.

## 2. Lig 2015
Non è noto quali incontri siano stati disputati in casa e quali in trasferta.
| 2015 | Mersin Mustangs | 24 – 8 | Uludağ Timsahlar |  |

| 2015 | Mersin Mustangs | 27 – 0 | Bilkent Judges |  |

| 2015 | Mersin Mustangs | 40 – 45 | Akdeniz Heroes |  |

| 2015 | Mersin Mustangs | 24 – 8 | Uludağ Timsahlar |  |

| 2015 | Mersin Mustangs | 24 – 8 | Uludağ Timsahlar |  |